# Hummel (motorfiets)
Hummel is een Duits historisch merk van motorfietsen en scooters.
De bedrijfsnaam was: Ordemann & Hauser, Sittensen, Bezirk Bremen (1951-1954).
Hummel produceede 60-, 120-, 123- en 147cc-scooters met ILO-motor die ook onder de naam Sitta bekend waren. Hummel-motorfietsen waren voorzien van 49- tot 248 cc ILO-blokken. De 49cc-bromfietsversie van de Sitta werd als Sitta-Crédette door de firma Gebr. Créde & Co. Fahrzeugbau in Kassel gebouwd.
Er bestond een samenwerking tussen Hummel en het Belgische merk Omega.